# Austrolimnophila (Austrolimnophila) hausa
Austrolimnophila (Austrolimnophila) hausa is een tweevleugelige uit de familie steltmuggen (Limoniidae). De soort komt voor in het Afrotropisch gebied.